# Trentepohlia (Paramongoma) concumbens
Trentepohlia (Paramongoma) concumbens is een tweevleugelige uit de familie steltmuggen (Limoniidae). De soort komt voor in het Neotropisch gebied.